# Arquidiocese de Santa Fe de la Vera Cruz
A Arquidiocese de Santa Fe de la Vera Cruz (Archidiœcesis Sanctæ Fidei Veræ Crucis) é uma circunscrição eclesiástica da Igreja Católica situada em Santa Fé, Argentina. Seu atual arcebispo é José María Arancedo. Sua Sé é a Catedral Metropolitana de Todos os Santos de Santa Fé.
Possui 94 paróquias servidas por 125 padres, contando com 996000 habitantes, com 87,6% da população jurisdicionada batizada.

## História
A Diocese de Santa Fé foi erigida em 15 de fevereiro de 1897 com a bula In Petri Cathedra do Papa Leão XIII, recebendo o território da diocese de Paraná (atualmente arquidiocese). Originalmente era sufragânea da arquidiocese de Buenos Aires.
Em 20 de abril de 1934 cede uma parte do seu território em vantagem da ereção da diocese de Rosário (hoje arquidiocese) e também foi elevada ao posto de arquidiocese metropolitana com a bula Nobilis Argentinae nationis do Papa Pio XI.
Em 3 de junho de 1939, em 11 de fevereiro de 1957 e em 10 de abril de 1961 cede várias partes de seu território para a criação, respectivamente, das dioceses de Resistencia (hoje arquidiocese), de Reconquista e de Rafaela.
Em 19 de setembro de 1992 assumiu o atual nome.

## Prelados
|                          | Nome                       | Período    | Notas                 |
| Arcebispos               | Arcebispos                 | Arcebispos | Arcebispos            |
| ------------------------ | -------------------------- | ---------- | --------------------- |
| 5º                       | Sergio Alfredo Fenoy       | 2018-atual |                       |
| 4º                       | José María Arancedo        | 2003-2018  |                       |
| 3º                       | Edgardo Gabriel Storni †   | 1984-2002  |                       |
| 2º                       | Vicente Faustino Zazpe †   | 1969-1984  |                       |
| 1º                       | Nicolas Cardeal Fasolino † | 1934-1969  |                       |
| Arcebispo-coadjutor      |                            |            |                       |
|                          | Vicente Faustino Zazpe     | 1968-1969  |                       |
| Bispos-auxiliares        |                            |            |                       |
|                          | Matías Vecino              | 2024-      | Atual                 |
|                          | Edgardo Gabriel Storni     | 1977-1984  | Elevado a Arcebispo   |
|                          | Enrique Principe           | 1957-1974  |                       |
|                          | Manuel Marengo             | 1950-1956  | Nomeado Bispo de Azul |
|                          | Rafael Canale Oberti       | 1921-1956  |                       |
|                          | Nicolás de Carlo           | 1918-1936  |                       |
| Bispos                   |                            |            |                       |
| 2º                       | Nicolás Fasolino †         | 1932-1934  |                       |
| 1º                       | Juan Agustín Boneo †       | 1898-1932  |                       |
| Administrador Apostólico |                            |            |                       |
|                          | Moisés Julio Blanchoud     | 2002-2003  | Arcebispo de Salta    |